# AN/SPG-62

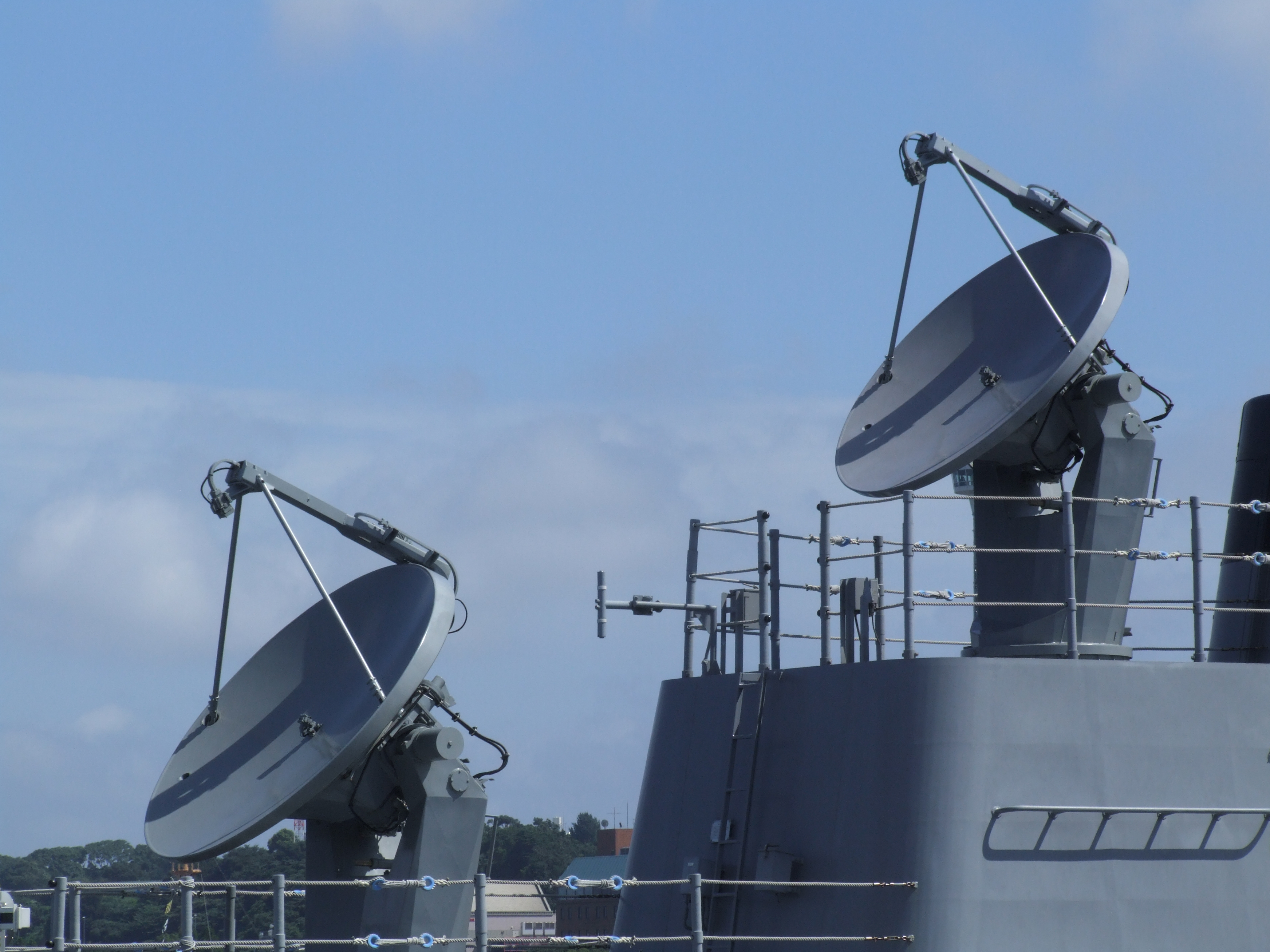
Les deux radars de conduite de tir arrière AN/SPG-62 à bord du JS Kirishima.

L'AN/SPG-62 est un radar de conduite de tir à ondes continues développé par les États-Unis et actuellement déployé sur les navires de guerre équipés du système de combat Aegis. Il fournit un éclairage de guidage terminale pour les missiles sol-air semi-actifs SM-2MR / ER et ESSM Block 1,. Il fournit également un éclairage pour le SM-6 actif s'il est utilisé en autoguidage semi-actif. L'antenne, dirigée mécaniquement, utilise un réflecteur parabolique, et fonctionne de 8 à 12 GHz (bande de fréquence OTAN I-J),. Le système est un composant du système de conduite de tir (FCS) Mk 99.

## Historique
Conçus par Raytheon, les premières unités ont été installées sur le croiseur USS Ticonderoga, mis en service en 1983. Depuis lors, le SPG-62 a été mis en service sur de nombreux navires de la marine américaine et étrangère dotés du système de combat Aegis.

## Utilisateurs
| Marine                                 | Classe                 | Nombre d'AN/SPG-62 par navire |
| -------------------------------------- | ---------------------- | ----------------------------- |
| Royal Australian Navy                  | classe Hobart          | 2                             |
| Force maritime d'autodéfense japonaise | classe Atago           | 3                             |
| Force maritime d'autodéfense japonaise | classe Maya            | 3                             |
| Force maritime d'autodéfense japonaise | classe Kongō           | 3                             |
| Marine de la république de Corée       | classe Sejong le Grand | 3                             |
| Marine royale norvégienne              | classe Fridtjof Nansen | 2                             |
| Marine espagnole                       | classe Álvaro de Bazán | 2                             |
| Marine espagnole                       | classe F-110           | 2                             |
| US Navy                                | classe Arleigh Burke   | 3                             |
| US Navy                                | classe Ticonderoga     | 4                             |